# Mauritz Finström
Mauritz Otto Finström, född 2 december 1894 i Rudskoga församling, Värmlands län, död 20 september 1955 i Nikolai församling ,  Örebro, Örebro län, var en svensk målare och tecknare.
Finström växte upp i Örebro och var autodidakt som konstnär. Han var en av lokalkonstnärerna som huvudsakligen avbildade de äldre stadsdelarna av Örebro, många av miljöerna och husen som han avbildade försvann under 1950 och 1960 talen när det moderna Örebro centrum byggdes och används idag när det gamla Örebro beskrivs.
Hans konst består av detaljerade teckningar och akvareller med stadsmotiv från Örebro samt i olja landskapsmotiv, miljöbilder och kustmotiv.